# Bandeirantes (Paraná)
Bandeirantes es un municipio brasileño del estado de Paraná.
Se encuentra ubicado a una latitud de 23º06'36" Sur y una longitud de 50º22'03" Oeste, estando a una altitud de 420 metros sobre el nivel del mar. Su población estimada para el año 2004 era de 33.435 habitantes.
Ocupa una superficie de 445,42 km².
- Datos: Q2064780
- Multimedia: Bandeirantes (Paraná) / Q2064780